# Hôtel de ville de Saint-Esprit
L'hôtel de ville de Saint-Esprit, dans le département français de Martinique, se trouve dans le centre de la commune. C'est à la fois l'hôtel de ville et un lieu de commémoration de la Première Guerre mondiale.

## Localisation
L'hôtel de ville est situé sur la commune de Saint-Esprit en Martinique rue Schoelcher.

## Historique
L’Hôtel de Ville de Saint-Esprit a été construit dans le premier quart du XXe siècle, entre 1921 et 1924.
Des travaux de restauration sont achevés en 1992 et un bâtiment a été ajouté à l’arrière de l’édifice, dans son prolongement.
L'édifice est inscrit partiellement au titre des monuments historiques par arrêté du 27 août 1990.
Des travaux sommaires de confortement ont été mis en œuvre après un séisme en 2018 mais supportent mal les infiltrations d’eau et de nombreuses boiseries s’en trouvent dans un état de pourrissement avancé. Des éléments de parement en bois sont déjà tombés, laissant passer lumière et intempéries.
Une partie de l’édifice est inaccessible pour des raisons de sécurité avec des désordres inquiétants constatés et font craindre une dégradation structurelle du bâtiment.
Le 16 mars 2023, l'hôtel de ville est retenu dans la liste annuelle des dix-huit sites emblématiques bénéficiaires du Loto du patrimoine pour bénéficier de financements d'une restauration avec un chantier annexe de mise en accessibilité. Cette aide viendra compléter le financement, dont le coût est estimé par la commune à "près de 3,5 millions d'euros". Les travaux débuteront en janvier 2024 et devraient durer deux ans.

## Description
La mairie, qui s'élève sur trois niveaux, est construite en pierre et brique pour les façades antérieures et postérieures, en bois pour les façades latérales et l'intérieur.
Le toit brisé est recouvert de tôles. Les baies sont fermées par des jalousies "à la martiniquaise". Des ferronneries embellissent l'ensemble. La façade est précédée d'un escalier d'honneur à double volée conduisant à un perron sur lequel ouvrent trois portes en plein-cintre. Le balcon à l'étage est en fer forgé.